# Heinrich Mann

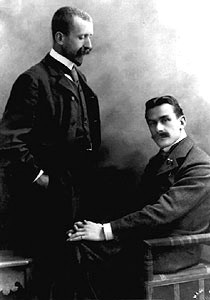
Thomas Mann i el seu germà Heinrich Mann

Heinrich Johann Luiz Mann (Lübeck, 27 de març de 1871 – Santa Monica (Califòrnia), 12 de març de 1950) va ser un escriptor alemany i un opositor al règim nacionalsocialista.

## Biografia
Heinrich Mann neix l'any de la unificació alemanya conseqüència de la guerra francoprussiana. El seu pare era un comerciant a l'engròs i la seva mare, Julia da Silva-Bruhns, era d'origen brasiler però d'ascendència alemanya. Heinrich era el germà gran de Thomas Mann.
El 1889 interromp prematurament els estudis, aquest fet influirà fortament la seva formació que tindrà sempre un caràcter poc sistemàtic.
La seva poesia està influïda per Heinrich Heine. En morir el seu pare rep una petita renda mensual que li permet seguir la carrera literària. Viatjà a París, Itàlia i Àustria, viu uns dos anys a Roma on publica articles de caràcter antisemita i monàrquic.
Gràcies a la seva mare es publica el 1894 la seva primera novel·la: In einer Familie i el 1900 apareix Im Schlaraffenland, i el Professor Unrat en la que es va basar la pel·lícula Der blaue Engel de 1930. i comença a recollir dades per Der Untertan, possiblement la novel·la seva més representativa.
En començar l'època nazi a Alemanya, ell ja havia evolucionat políticament cap a la democràcia i és nomenat president de l'Acadèmia de les Arts de Berlín, l'organisme cultural més rellevant del país, i fins i tot és proposat candidat a la presidència de la República de Weimar que guanyà finalment Paul von Hindenburg. El 1933 signa juntament amb Albert Einstein una crida per a afavorir la unió dels partits d'esquerra, SPD i KPD, contra el nazisme. Quan Hitler arriba al poder s'exilia primer a Praga (adoptant la nacionalitat txecoslovaca) i anys després, quan comença la guerra, s'exilia definitivament passant per França, Espanya i Portugal cap als Estats Units

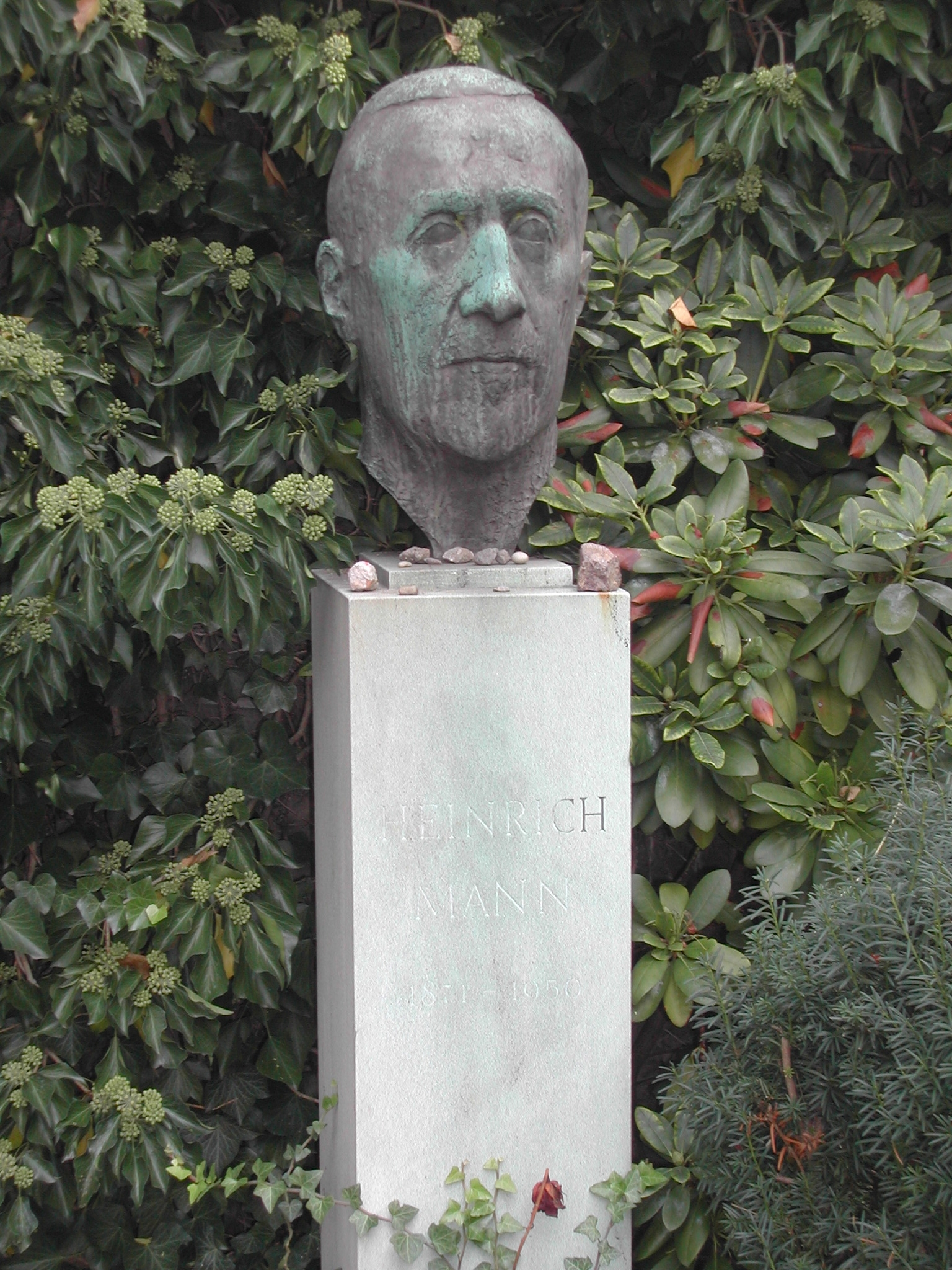
Tomba de Heinrich Mann al Dorotheenstädtischer Friedhof

A l'exili es retroba amb el seu germà Thomas Mann i també amb Brecht i Einstein) però la seva situació econòmica empitjora molt. Escriu les seves memòries, aparegudes el 1945. Quan acaba la segona guerra mundial la Universitat de Berlín el fa "doctor honoris causa" però per dificultats burocràtiques no pot participar en la cerimònia. Va morir quan esperava completar els tràmits per tornar a Alemanya (a la República Democràtica d'Alemanya). Les seves despulles foren traslladades a la RDA, Berlin Est, el 1961.